# Formicoidea
Формикоидеа (лат. Formicoidea) — надсемейство из отряда перепончатокрылых насекомых, родственное осам и пчёлам. В него включают единственное семейство муравьёв и более 14000 видов.

## Описание
В 2020 году было дано наиболее полное определение надсемейства из 10 признаков: (1) прогнатия и удлинение постгенального моста; (2) увеличение дорсального (краниального) мандибулярного мыщелка; (3) поворот усиковых торулов латерально у самок; (4) удлинение передних тазиков; (5) частичное или полное закрытие проксимальных протрохантеральных сочленений в дистальных прококсальных углублениях; (6) интернализация проксимальных мезо- и метакоксальных сочленений в мезосоме; (7) петиолация первого метасомального сегмента; (8) усиление передневентрального отростка стернума петиоля; и т. д.
Ранее муравьёв сближали либо с веспоидными осами (Vespoidea), либо со сколиоидными осами Scoliidae и Bradynobaenidae.
По данным Пилгрима с соавторами (2008) в результате учёта молекулярно-генетических и морфологических данных надсемейство осообразные (Vespoidea) (в которое иногда включают муравьёв) признано парафилетичным и поэтому инфраотряд жалящих перепончатокрылых (Aculeata) состоит из следующих 8 надсемейств: Apoidea, Chrysidoidea, Formicoidea, Pompiloidea, Scolioidea, Tiphioidea, Thynnoidea и Vespoidea.
В сентябре 2010 года на II Симпозиуме по перепончатокрылым насекомым в Санкт-Петербурге профессор А. П. Расницын также подтвердил необходимость восстановления самостоятельности надсемейства Formicoidea.
По более современным филогеномным данным, основанным на исследовании нескольких сотен генов, веспоидные осы не являются родственниками муравьёв, а последние скорее сближаются со сфекоидными роющими осами (Sphecoidea) и пчёлами (Apoidea).
Сестринское родство Formicoidea с Apoidea было впервые убедительно продемонстрировано в филогенетическом исследовании Джонсона с соавторами (2013) и впоследствии подтверждено всеми масштабными молекулярно-генетическими и геномными исследованиями UCE и транскриптома у Hymenoptera, включая работы Блеймера с соавторами (2023), Бранстеттера с соавторами (2017), Петерса с соавторами (2017).

### Палеонтология
В 2020 году из бирманского янтаря был описан род †Camelosphecia (†C. fossor и †C. venator), не относящийся ни к одному из существующих подсемейств и напрямую включённый в надсемейство Formicoidea в качестве сестринской группы ко всем остальным муравьям Formicidae.
Возраст крон-гупп Formicidae оценивается от раннего мела (130—118 млн лет) до позднего мела (90 млн лет). Самые древние окаменелости, связанные с Formicoidea, — это несколько окаменелостей Formicidae из ранне-позднемеловых янтарей Чарантеса (~102 млн лет) и Таймыра (~99 млн лет), а также более 50 окаменелостей Formicidae из бирманского янтаря (~97 млн лет). Эти окаменелости, скорее всего, являются стволовыми Formicidae. Барден (2017) обобщил и проанализировал ископаемые муравьи, сделав вывод, что †Kyromyrma neffi Grimaldi & Agosti из позднемелового янтаря Нью-Джерси (~92 млн лет назад) может быть одной из самых древних окаменелостей, явно относящихся к кроновой группе Formicidae, что было подтверждено в 2022 году в анализе Будино с соавторами.

## Состав группы
Монофилия Formicoidea и единственного входящего в него семейства муравьёв (Formicidae) никогда не подвергалась серьёзным сомнениям и полностью подтверждается любыми геномными филогенетическими исследованиями, включая работы Блеймера с соавторами (2023), Бранстеттера с соавторами (2017), Петерса с соавторами (2017). Однако родственные связи Formicoidea с Apoidea были установлены совсем недавно и вместе образуют кладу Formicapoidina. Formicapoidina распознаётся по двум синапоморфиям: (1) наличию продольной мезопектальной борозды и (2) наличию переднего соединения поперечной жилки переднего крыла 1cu-a проксимальнее точки разветвления M+Cu (Boudinot et al., 2022). 
Ранее в состав подсемейства Formicoidea, помимо семейства муравьёв (Formicidae), включалось полностью вымершее семейство Armaniidae, ныне рассматриваемое как подсемейство Armaniinae в составе семейства Formicidae.
Классификация согласно Boudinot et al. (2020):
- клада Formicapoidina
  - Apoidea (+Sphecoidea)
  - Formicoidea
    - Formicidae (включая Armaniidae в статусе подсемейства Armaniinae)[a]
    - Incertae sedis
      - †Camelomecia Barden & Grimaldi, 2016
        - †Camelomecia janovitzi Barden & Grimaldi, 2016

      - †Camelosphecia Boudinot, Perrichot & Chaul, 2020
        - †Camelosphecia fossor Boudinot, Perrichot & Chaul, 2020
        - †Camelosphecia venator Boudinot, Perrichot & Chaul, 2020

### Комментарии
1. ↑  Некоторые авторы (Borysenko, 2017) рассматривают Armaniidae/Armaniinae в составе клады Sphecomyrminae[19].